# Rio Peixe (vattendrag i Brasilien, Goiás)
Rio Peixe är ett vattendrag i Brasilien.   Det ligger i delstaten Goiás, i den centrala delen av landet, 270 km nordväst om huvudstaden Brasília.
Omgivningarna runt Rio Peixe är huvudsakligen savann. Runt Rio Peixe är det glesbefolkat, med 13 invånare per kvadratkilometer.